# Hans Memling
Hans Memling (uneori Memlinc sau - la flamanzi - Jan van Mimmelynghe) (n. anii 1430, Seligenstadt, Hessa, Germania – d. 11 august 1494, Brugge, Regatul Franței) a fost un pictor născut în Germania, stabilit încă de tânăr în Țările de Jos. Grație stilului său original și poetic, Memling este considerat un portretist de excepție și unul dintre cei mai mari pictori flamanzi ai epocii sale.

## Viața și opera

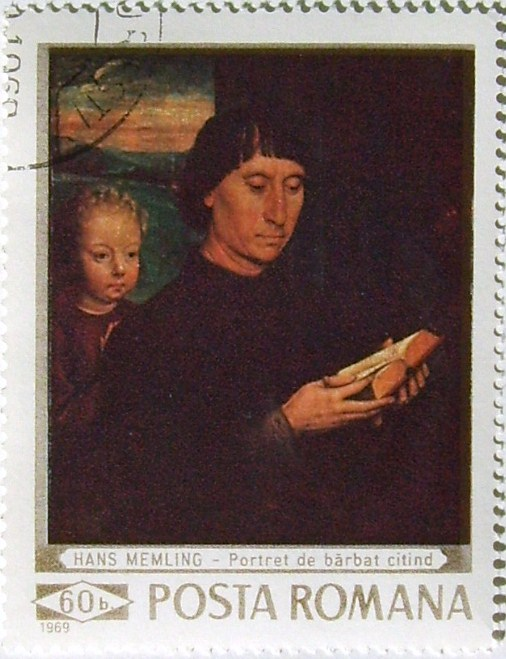
Timbru românesc din 1969

Hans Memling s-a născut probabil în anul 1435 în Germania, în micul orășel Mömling, în ținutul de la sud de Frankfurt străbătut de râul Main. Familia lui făcea parte din burghezia prosperă a orașului. Nu mult după nașterea sa, familia se mută în orașul Seligenstadt. În 1451 a izbucnit o epidemie de ciumă, ambii părinți cad victimă și tânărul Hans este luat în custodia călugărilor benedictini de la o mănăstire din apropiere. Perioada din viața lui Memling până la mutarea sa la Bruges rămâne o necunoscută, primele informații veridice fiind legate de marele oraș flamand. Este probabil ca pe la 1460 să fi făcut o călătorie la Köln, altfel ar fi greu de explicat de unde a cunoscut lucrările celui mai remarcabil pictor din Köln, Stefan Lochner, fapt atestat de Memling câțiva ani mai târziu. Rămâne deschisă și întrebarea dacă a lucrat într-adevăr în atelierul lui Rogier van der Weyden din Bruxelles. Uriașa influență exercitată de acest pictor asupra artei lui Memling în tot cursul vieții sale îndreptățește această presupunere. La 30 ianuarie 1465, Memling se stabilește la Bruges, fiind primit imediat în rândurile cetățenilor de vază ai orașului. Renumele i-o ia înainte - fără îndoială pentru că ar fi fost elevul lui Rogier van der Weyden - astfel că din clipa sosirii în oraș, Memling a început să primească importante comenzi. După un an închiriază o casă pe Sintjanstraat din cartierul pictorilor și miniaturiștilor.
La mijlocul secolului al XV-lea orașul Bruges a fost unul dintre cele mai mari centre comerciale din apusul Europei. Orașul era un important loc de întâlnire al negustorilor veniți din toate țările continentului. Împreună cu locuitorii bogați ai Bruges-lui, ei alcătuiesc un patriciat din rândurile căruia apar numeroși amatori și protectori ai artelor. Călugării mănăstirii Les Dunes din Coxyde aparțin unuia din ordinele cele mai bogate din regiune. Începând din 1467, ordinul este condus de abatele Jan Crabbe, umanist protector al artelor, interesat și de cultura italiană. Jan Crabbe îi comandă tânărului pictor un mare tablou de altar. Curând, în 1474, și conducătorul spitalului "Sfântul Ioan" din Bruges, Jan Floreins, comandă lui Memling două tripticuri uriașe, în vederea decorării absidei noii aripi a clădirii, unul închinat Fecioarei Maria, celălalt spre cinstirea protectorilor spitalului, Sfântul Ioan Botezătorul și Sfântul Ioan Evanghelistul. Pentru prima oară Memling își semnează și datează lucrarea: 1479. De aceea știm că artistul a avut nevoie de peste patru ani pentru a-și termina opera, lucrare care s-a bucurat de un succes deosebit.

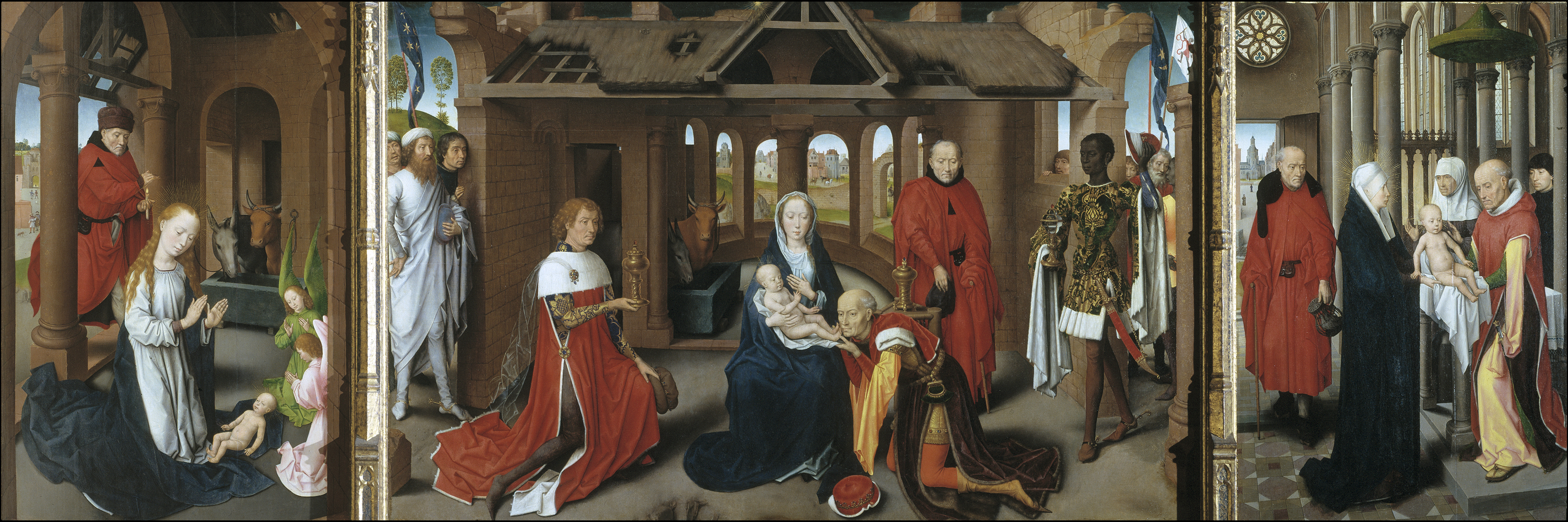
Hans Memling: Tripticul Naşterea Domnului, Închinarea Magilor, Prezentarea lui Isus în Templu, 1470

Din acest moment comenzile oficiale și particulare urmează una după alta. În 1473, Memling devine membru al Societății Notre-Dame de la Neige din Bruges. Aici se regăsesc cele mai ilustre personalități ale epocii, între care Carol Temerarul, duce de Burgundia. Regiunea începe însă să fie bântuită de conflicte. În 1480, izbucnește un război între Bruges și Franța, apoi orașul se întoarce împotriva lui Maximilian I de Habsburg precum și împotriva fiicei lui Carol Temerarul. Memling rămâne în afara evenimentelor ce se desfășoară acolo. Tablourile sale, cele mai multe pe teme religioase, nu se leagă de loc de actualitate, dimpotrivă respiră o liniște aparte.

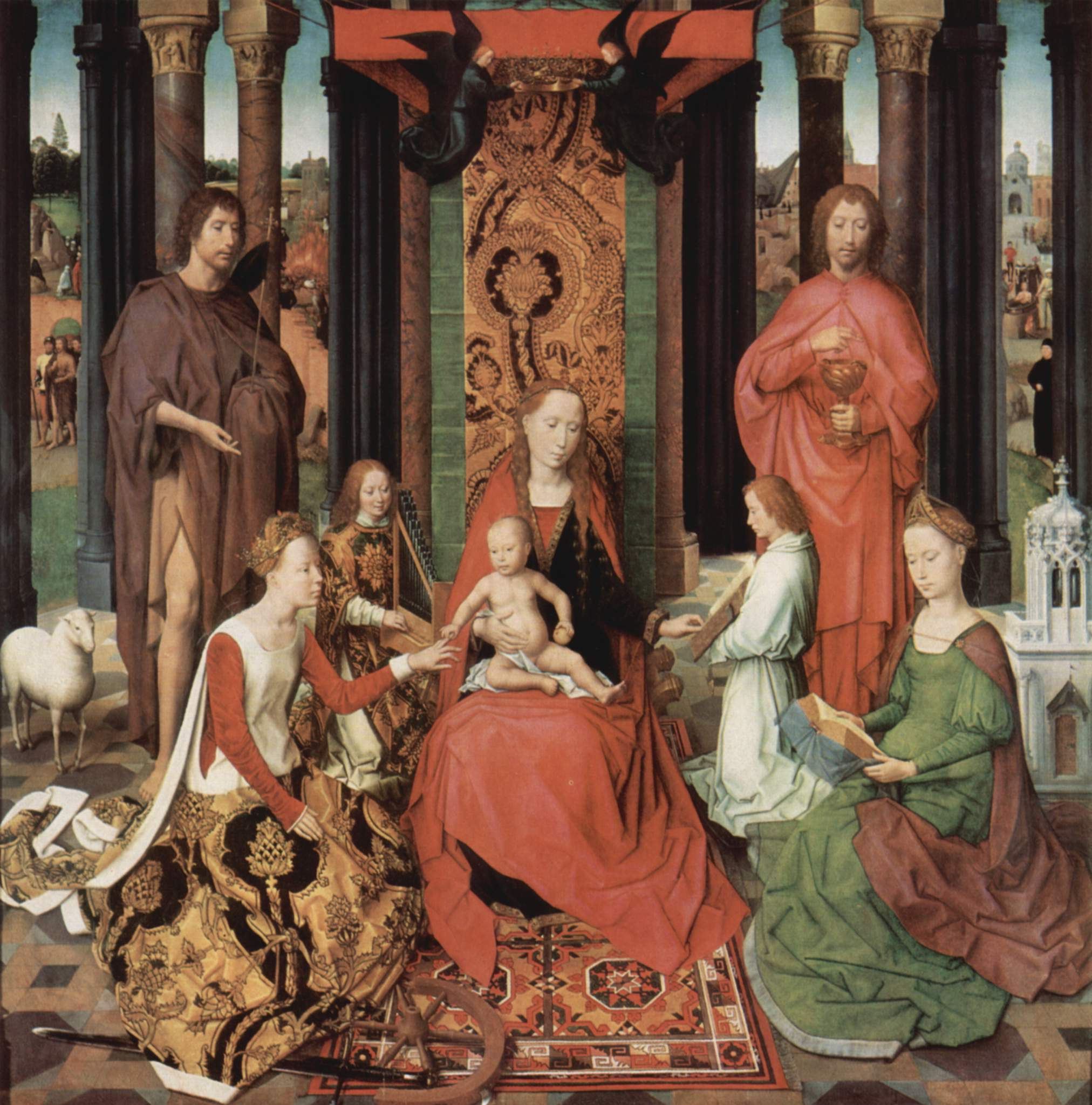
Madonna pe tron cu pruncul. Tabloul central al Altarului Sfinţilor Ioan - 1479
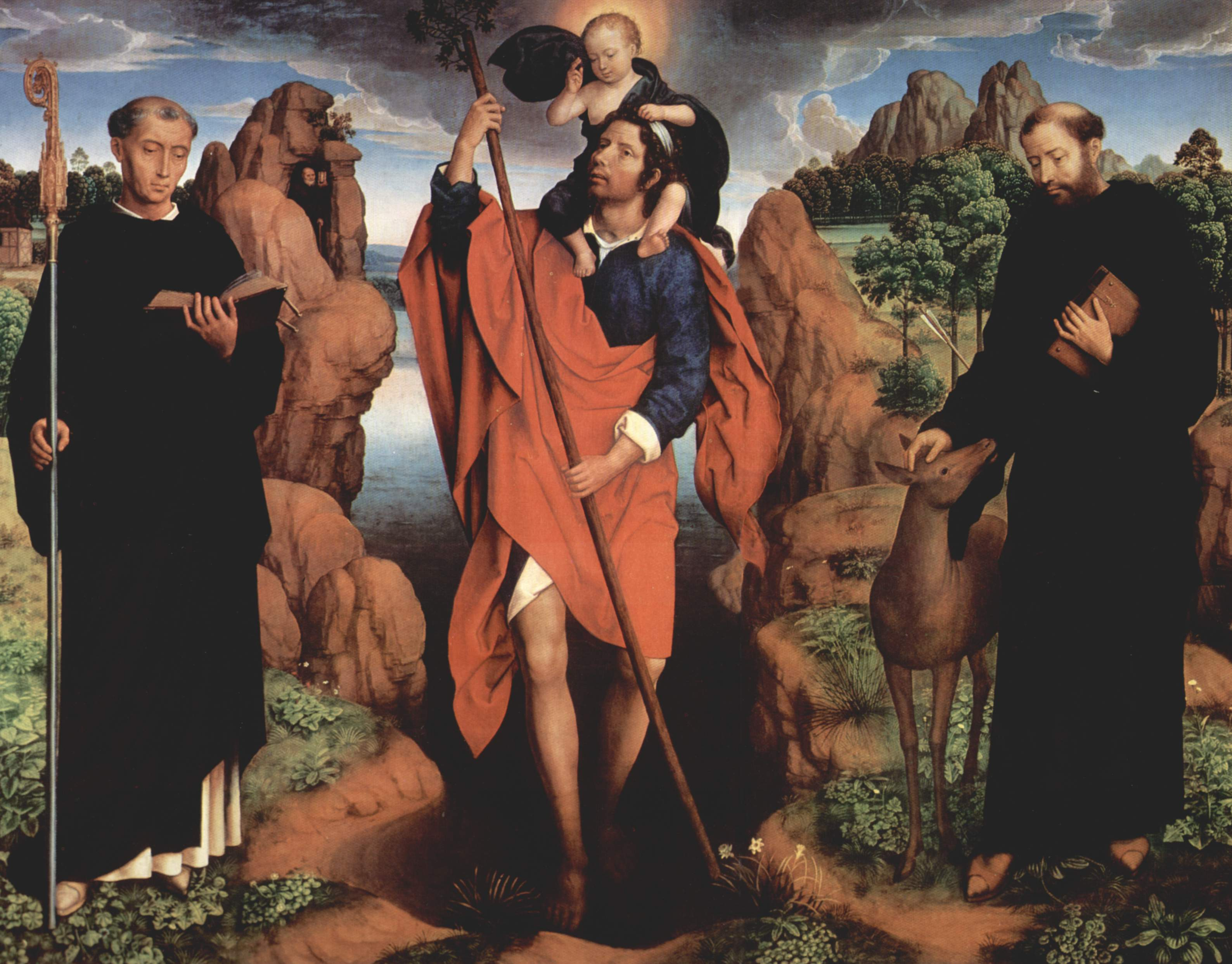
Sfântul Cristofor, 1484
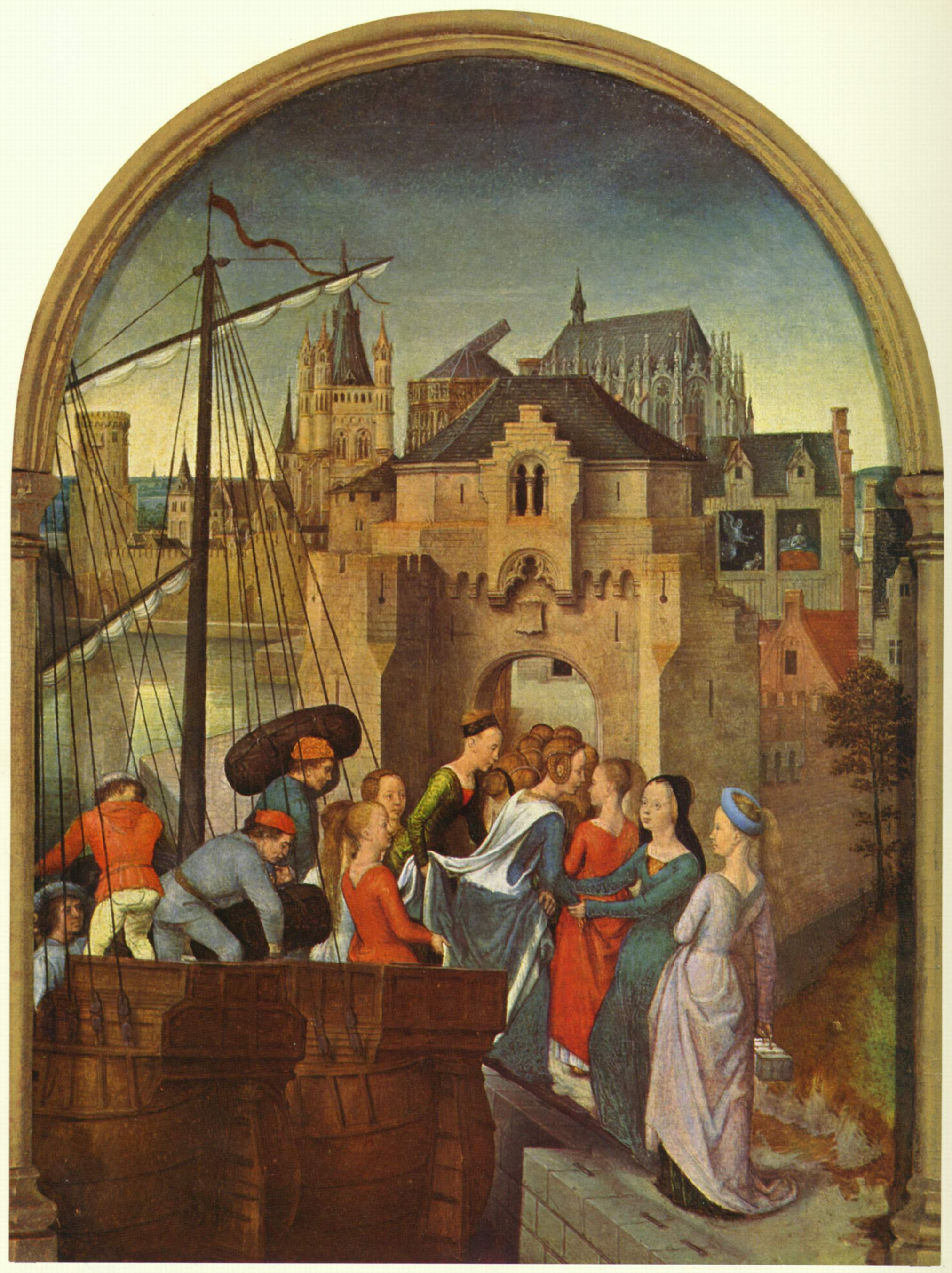
Sosirea fecioarelor în Köln, 1489
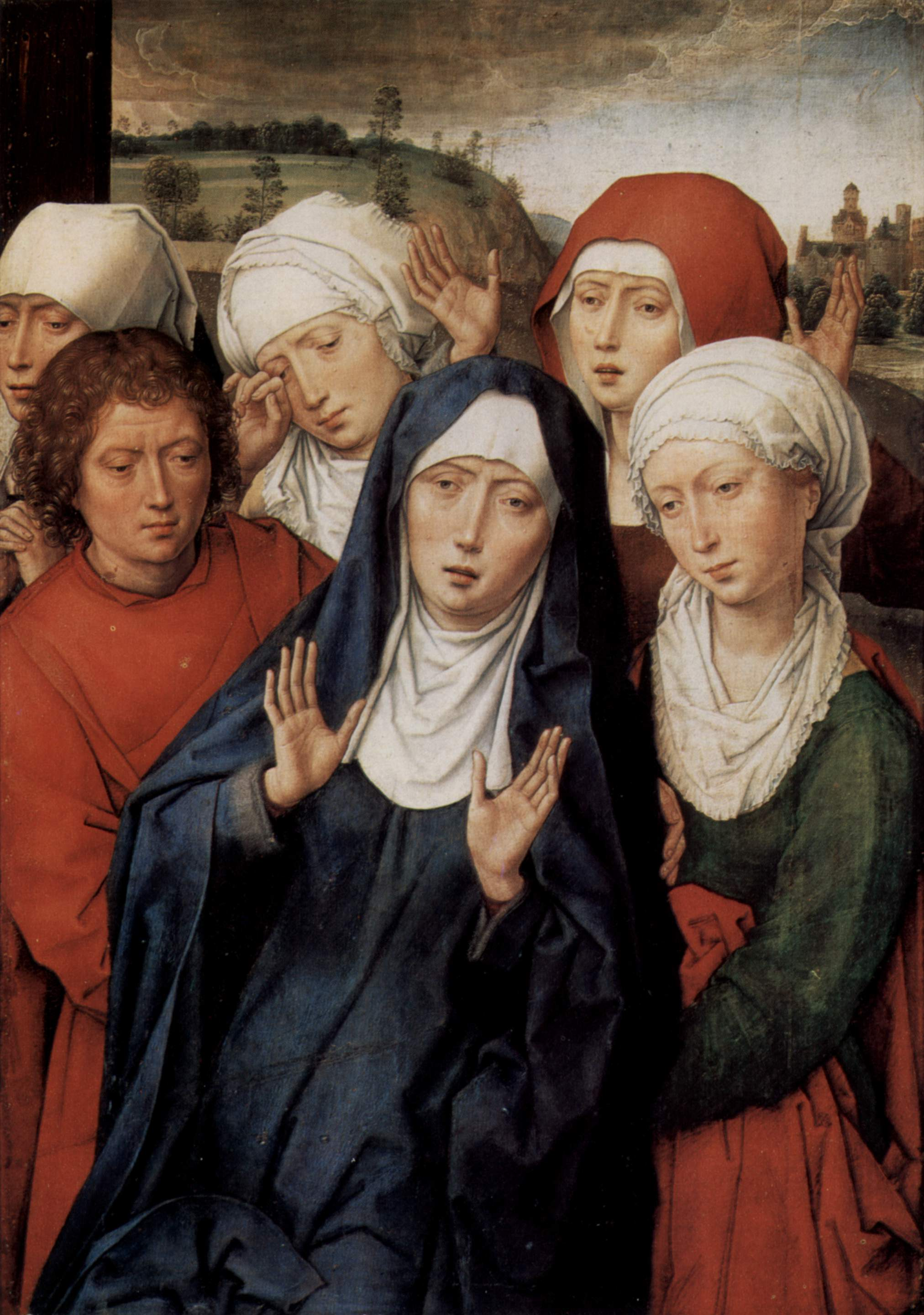
Sfintele femei - Plângerea lui Isus, din Dipticul din Grenoble, 1492-94

Trebuie ținut cont de faptul că în această perioadă situația artistului este una de excepție, el face parte dintre cei mai bogați două sute de cetățeni ai orașului. Pentru atelierul său spațios angajează calfe și servitori, are elevi cărora li se asigură întreținere și cazare.
Între timp, Memling își continuă cariera artistică. Pleacă la Köln pentru a face schițe după cheiurile Rinului, de care va avea nevoie la lucrarea intitulată Relicvariul Sfintei Ursula. Depunerea solemnă a moaștelor ei are loc în 1489. Hans Memling moare cinci ani mai târziu; este înmormântat la 11 august 1494 în cimitirul bisericii Saint-Gilles din Bruges.

## Memling - maestru al portretului
Membrii familiilor înstărite din Bruges aveau tendința de a-și eterniza chipul, comandându-și portretele la marii pictori ai vremii. Memling nu numai că pictează foarte multe portrete (s-au păstrat cca 36 de lucrări), dar o face în mod magistral, deschizând drumul către un gen cu totul nou.

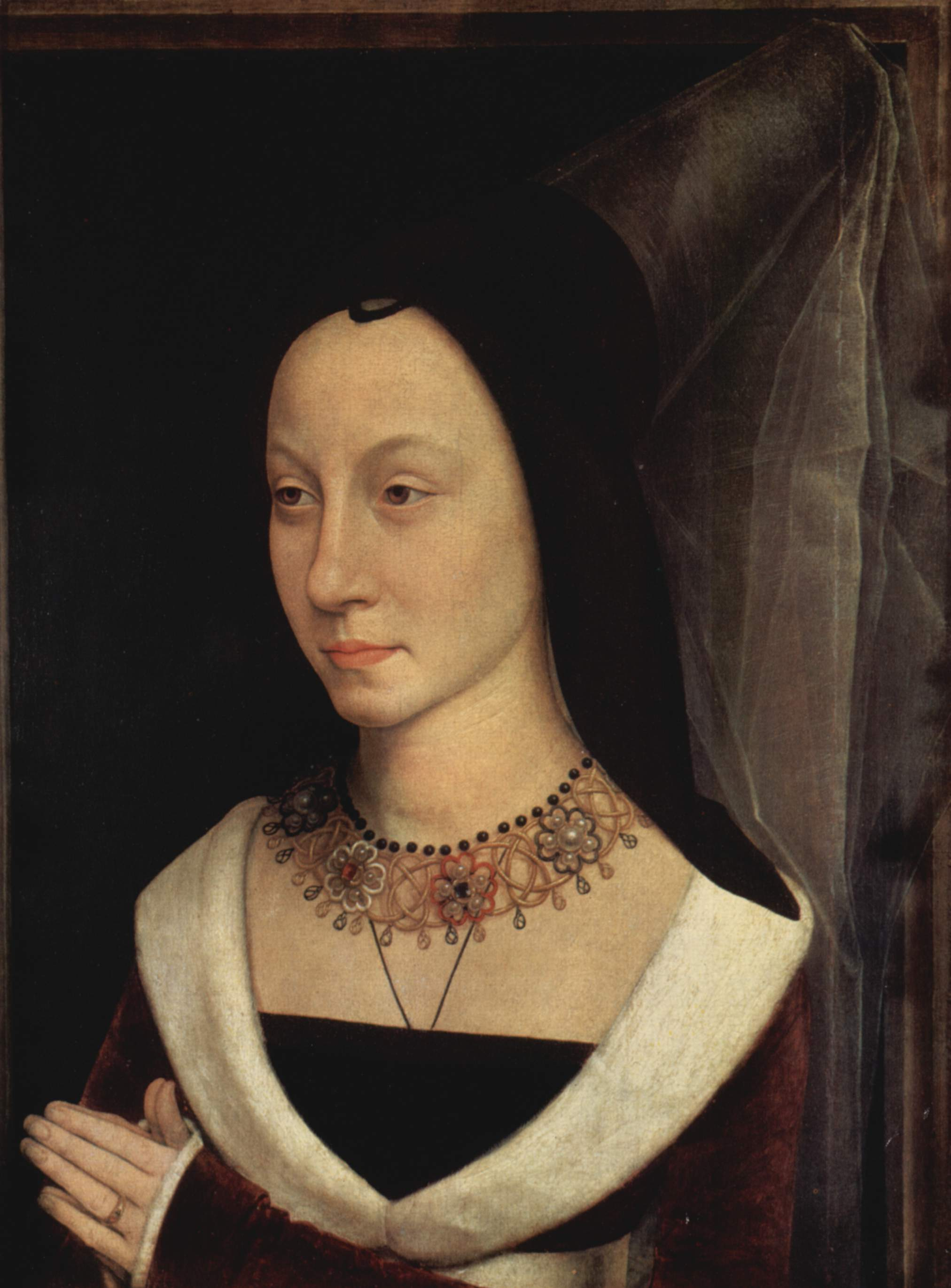
Portretul Mariei Maddalena Portinari, cca 1470-1480
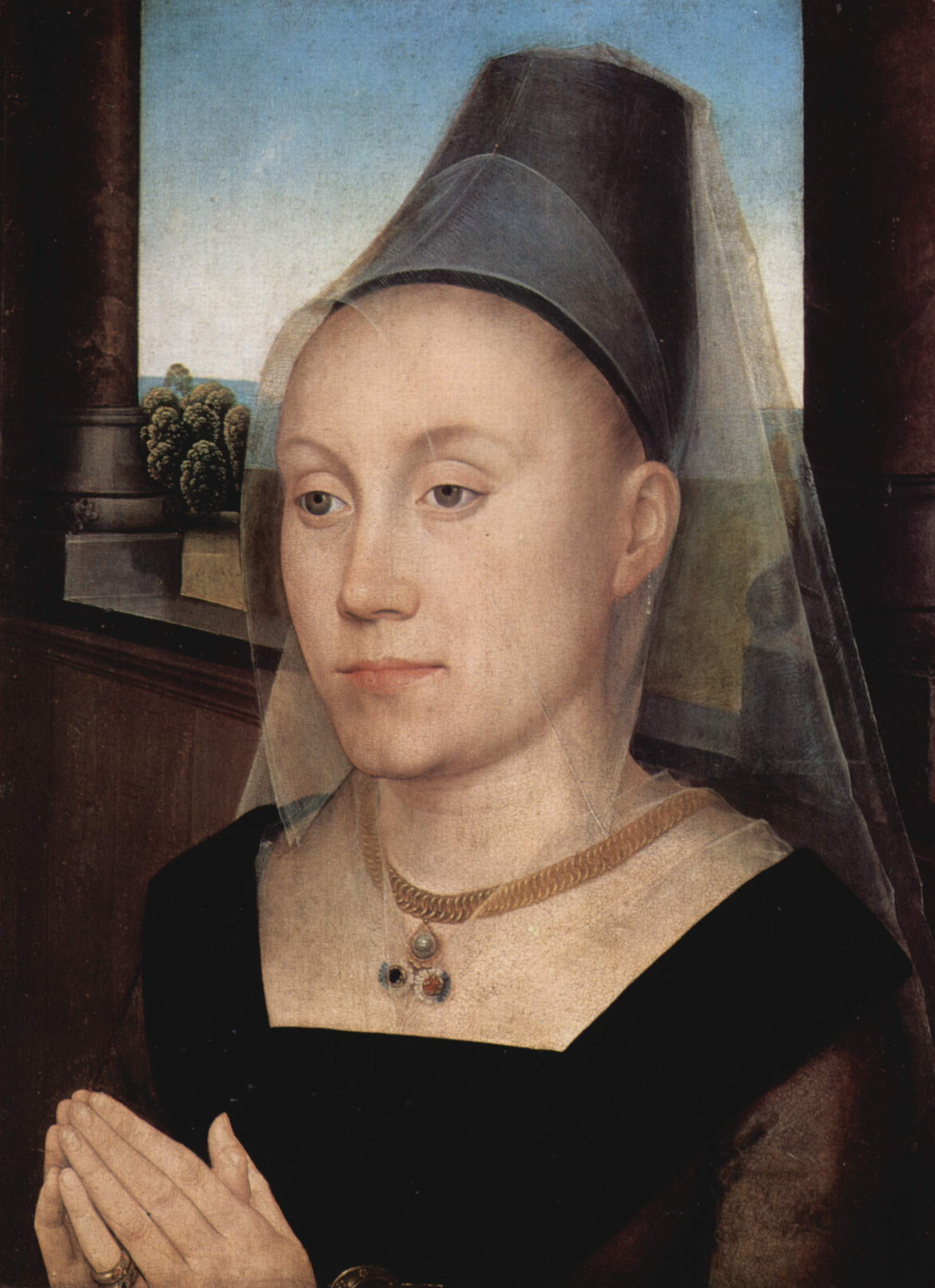
Portretul Barbarei van Vlaenderberghe, 1472-1475
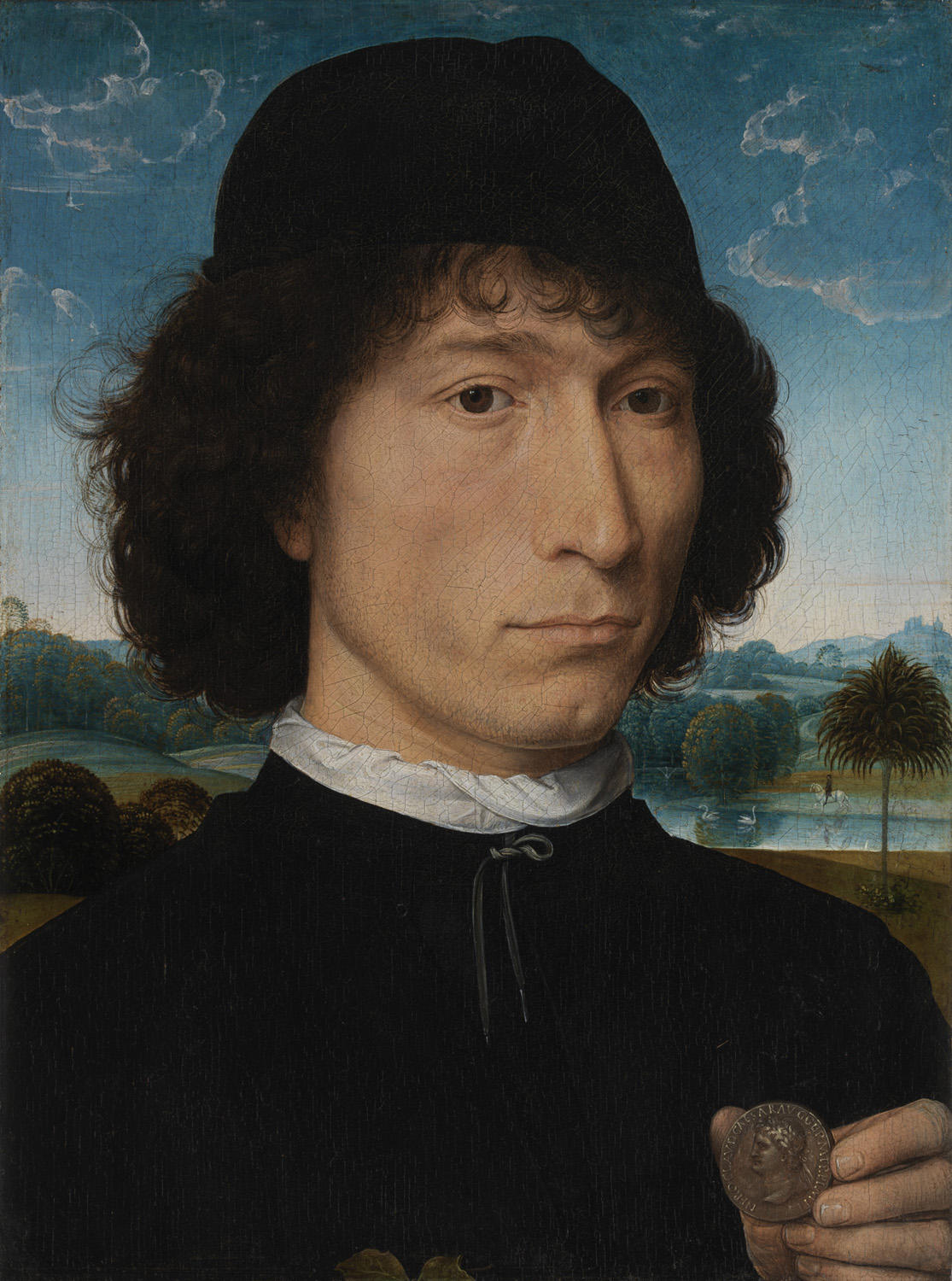
Portretul unui bărbat cu o medalie, 1480
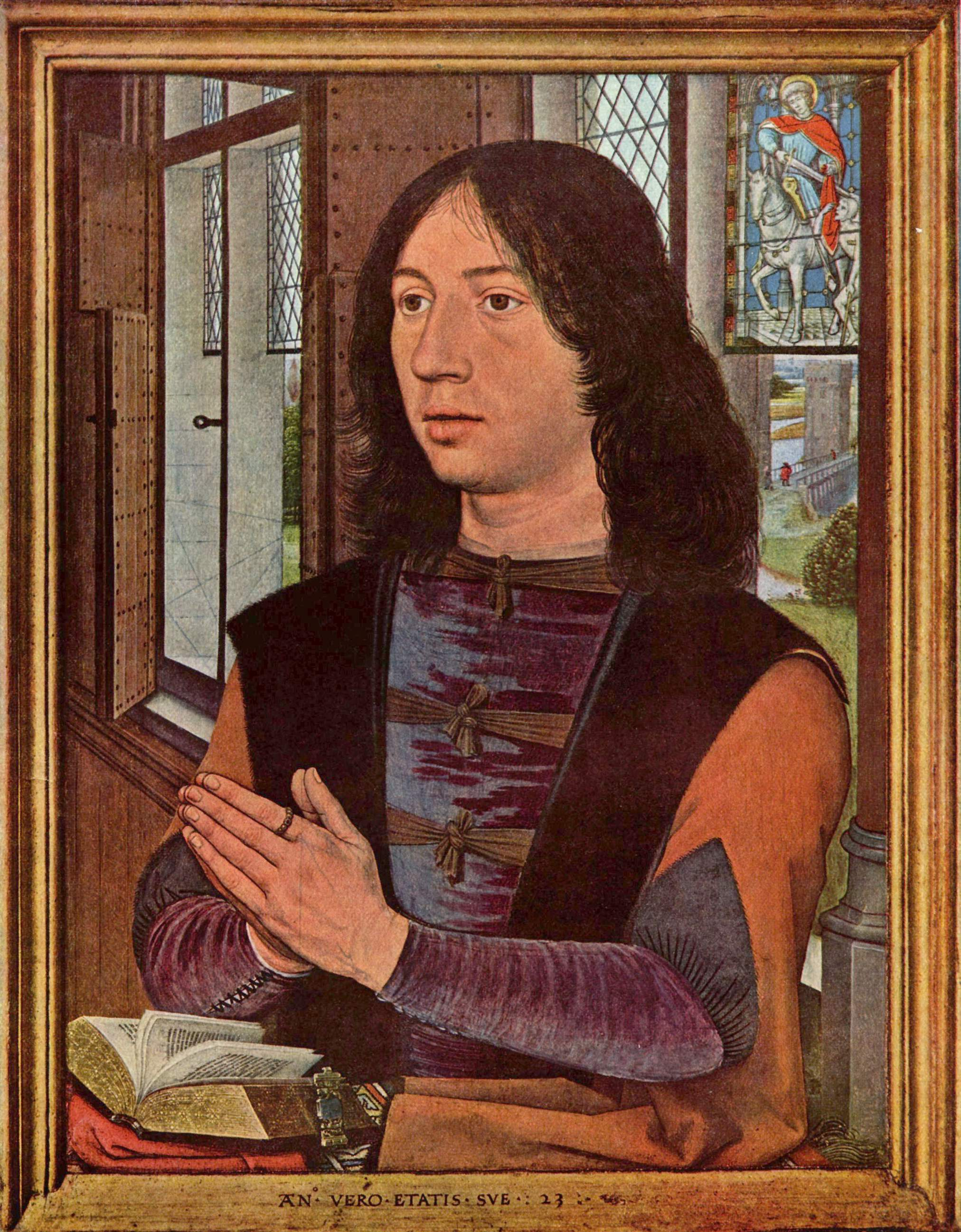
Portretul lui Maarten van Nieuwenhove, 1487

Printre clienții lui Memling au fost mulți italieni, ca Tommaso Portinari, director al filialei din Bruges a băncii familiei Medici din Florența. Aceștia au adus din Italia numeroase tablouri și au jucat un rol important în stabilirea relațiilor dintre pictura flamandă și cea italiană. Desăvârșindu-și arta portretistică, Memling a studiat și operele picturale ale maeștrilor italieni. Influența reciprocă este ușor de observat, fiind suficient să se compare Portretul unui bărbat al lui Memling cu Tânărul cu medalie al lui Botticelli (Vezi articolul). Primele portrete ale lui Memling au fost apropiate de cele ale lui Rogier van der Weyden și Jan van Eyck, dar Memling evoluează repede și este primul flamand care zugrăvește personajul pe fondul unui peisaj. Utilizând peisajul ca fundal pentru portret, peisajul duce la extinderea spațiului, ceea ce conferă profunzime compoziției. Se poate observa la Memling și tendința de a mări chipul, iar unghiul de vedere este ușor orientat de jos în sus, asigurând astfel modelelor sale o alură statuară. Aceste soluții originale în arta portretisticii fac operele lui Memling ușor de recunoscut, iar artistul este clasificat între cei mai mari portretiști ai secolului al XV-lea.